# 许氏 (徐元妻)
许氏，东晋至南北朝刘宋时女性人物，新蔡徐元的妻子。
二十一岁时，徐元去世，其子徐甄年仅三岁，其父许揽可怜她年轻，让她改嫁同县张买。许氏发誓不从，许揽逼着用车把她送到张买家。许氏上吊自缢气绝，家人奔赴抢救，很久才醒来。张买知道不能改变许氏的志向，夜间送回到许揽家。许氏回到徐家，赡养徐元的父亲徐季。元嘉年间，许氏年八十余岁，去世。